# NGC 2334
NGC 2334 est une galaxie lenticulaire située dans la constellation du Lynx. NGC 2334 été découverte par le physicien irlandais Bindon Stoney en 1851. Le professeur Seligman souligne que l'identification d'IC 465 à NGC 2334 est incertaine.

## Caractéristiques
Sa vitesse par rapport au fond diffus cosmologique est de 6 182 ± 11 km/s, ce qui correspond à une distance de Hubble de 91,2 ± 6,4 Mpc (∼297 millions d'al).